# Lista de vereadores de Ribeirão Preto da 15.ª Legislatura
Esta é a lista de vereadores de Ribeirão Preto, município brasileiro do estado de São Paulo, da 15ª legislatura, que dura de 1º de Janeiro de 2009 a 31 de Dezembro de 2012. O prefeito daquela época, era Darcy Vera.

## A mesa diretora
O mandato do Presidente da Câmara e dos demais integrantes da mesa diretora, perdura por um ano, sendo que cada uma, possui quatro mandatos.
A câmara, possui dois presidentes, sendo estes o vereador Cícero Gomes, advogado e professor (2009/2010/2012), e o vereador Nicanor Lopes, comerciante (2011).

### 2009
| Cargo           | Nome                  | Partido | Mandato                                        | Nota |
| --------------- | --------------------- | ------- | ---------------------------------------------- | ---- |
| Presidente      | Cícero Gomes da Silva | PMDB    | 1º de Janeiro de 2009 - 31 de Dezembro de 2009 |      |
| Vice-presidente | Coraucci Netto        | DEM     | 1º de Janeiro de 2009 - 31 de Dezembro de 2009 |      |
| 1° Secretário   | André Luís da Silva   | PC do B | 1º de Janeiro de 2009 - 31 de Dezembro de 2009 |      |
| 2° Secretário   | Gilberto Abreu        | PV      | 1º de Janeiro de 2009 - 31 de Dezembro de 2009 |      |

### 2010
| Cargo           | Nome                  | Partido | Mandato                                        | Nota |
| --------------- | --------------------- | ------- | ---------------------------------------------- | ---- |
| Presidente      | Cícero Gomes da Silva | PMDB    | 1º de Janeiro de 2010 - 31 de Dezembro de 2010 |      |
| Vice-presidente | Walter Gomes          | PR      | 1º de Janeiro de 2010 - 31 de Dezembro de 2010 |      |
| 1° Secretário   | Bertinho Scandiuzzi   | PSDB    | 1º de Janeiro de 2010 - 31 de Dezembro de 2010 |      |
| 2° Secretário   | Marcelo Palinkas      | DEM     | 1º de Janeiro de 2010 - 31 de Dezembro de 2010 |      |

### 2011 (de janeiro a outubro)
| Cargo           | Nome              | Partido | Mandato                                        | Nota            |
| --------------- | ----------------- | ------- | ---------------------------------------------- | --------------- |
| Presidente      | Nicanor Lopes     | PSDB    | 1º de Janeiro de 2011 - 31 de Dezembro de 2011 |                 |
| Vice-presidente | Coraucci Netto    | DEM     | 1º de Janeiro de 2011 - 31 de Dezembro de 2011 |                 |
| 1° Secretário   | Oliveira Júnior   | PSC     | 1º de Janeiro de 2011 - 1º de Outubro de 2011  | mandato cassado |
| 2° Secretário   | Samuel Zanferdini | PMDB    | 1º de Janeiro de 2011 - 31 de Dezembro de 2011 |                 |

### 2011 (de outubro a dezembro)
| Cargo           | Nome              | Partido | Mandato                                        | Nota                                  |
| --------------- | ----------------- | ------- | ---------------------------------------------- | ------------------------------------- |
| Presidente      | Nicanor Lopes     | PSDB    | 1º de Janeiro de 2011 - 31 de Dezembro de 2011 |                                       |
| Vice-presidente | Coraucci Netto    | DEM     | 1º de Janeiro de 2011 - 31 de Dezembro de 2011 |                                       |
| 1° Secretário   | Dr. Jorge Parada  | PT      | 1º de Outubro de 2011 - 31 de Dezembro de 2011 | substituiu o vereador Oliveira Júnior |
| 2° Secretário   | Samuel Zanferdini | PMDB    | 1º de Janeiro de 2011 - 31 de Dezembro de 2011 |                                       |

### 2012
| Cargo           | Nome                  | Partido | Mandato                                        | Nota |
| --------------- | --------------------- | ------- | ---------------------------------------------- | ---- |
| Presidente      | Cícero Gomes da Silva | PMDB    | 1º de Janeiro de 2012 - 31 de Dezembro de 2012 |      |
| Vice-presidente | Capella Novas         | PPS     | 1º de Janeiro de 2012 - 31 de Dezembro de 2012 |      |
| 1° Secretário   | Walter Gomes          | PR      | 1º de Janeiro de 2012 - 31 de Dezembro de 2012 |      |
| 2° Secretário   | Corauci Netto         | PSD     | 1º de Janeiro de 2012 - 31 de Dezembro de 2012 |      |

## Vereadores de Ribeirão Preto
Estes são os vereadores eleitos na eleições de 7 de outubro de 2012:
| Nome                  | Partido | Mandato                                        | Nota                       |
| --------------------- | ------- | ---------------------------------------------- | -------------------------- |
| Silvana Resende       | PSDB    | 1º de Janeiro de 2009 - 31 de Dezembro de 2012 |                            |
| Cícero Gomes da Silva | PMDB    | 1º de Janeiro de 2009 - 31 de Dezembro de 2012 |                            |
| Coraucci Netto        | PSD     | 1º de Janeiro de 2009 - 31 de Dezembro de 2012 | era do DEM ao se eleger    |
| Giló                  | PR      | 1º de Janeiro de 2009 - 31 de Dezembro de 2012 |                            |
| Bertinho Scandiuzzi   | PSDB    | 1º de Janeiro de 2009 - 31 de Dezembro de 2012 |                            |
| Maurílio Romano       | PP      | 1º de Janeiro de 2009 - 31 de Dezembro de 2012 |                            |
| Samuel Zanferdini     | PMDB    | 1º de Janeiro de 2009 - 31 de Dezembro de 2012 |                            |
| Gláucia Berenice      | PSDB    | 1º de Janeiro de 2009 - 31 de Dezembro de 2012 |                            |
| Bebé                  | PSD     | 1º de Janeiro de 2009 - 31 de Dezembro de 2012 | era do DEM ao se eleger    |
| Capela Novas          | PPS     | 1º de Janeiro de 2009 - 31 de Dezembro de 2012 |                            |
| Waldyr Villela        | PSD     | 1º de Janeiro de 2009 - 31 de Dezembro de 2012 | era do DEM ao se eleger    |
| Léo Oliveira          | PMDB    | 1º de Janeiro de 2009 - 31 de Dezembro de 2012 |                            |
| Marcelo Palinkas      | PSD     | 1º de Janeiro de 2009 - 31 de Dezembro de 2012 | era do DEM ao se eleger    |
| Saulo Rodrigues       | PRB     | 1º de Janeiro de 2009 - 31 de Dezembro de 2012 |                            |
| Dr. Jorge Parada      | PT      | 1º de Janeiro de 2009 - 31 de Dezembro de 2012 |                            |
| Nicanor Lopes         | PSDB    | 1º de Janeiro de 2009 - 31 de Dezembro de 2012 |                            |
| Nilton Gaiola         | PSC     | 1º de Outubro de 2011 - 31 de Dezembro de 2012 | substituiu Oliveira Júnior |
| Walter Gomes          | PR      | 1º de Janeiro de 2009 - 31 de Dezembro de 2012 |                            |
| André Luiz da Silva   | PC do B | 1º de Janeiro de 2009 - 31 de Dezembro de 2012 |                            |
| Gilberto Abreu        | PV      | 1º de Janeiro de 2009 - 31 de Dezembro de 2012 |                            |

### Mandatos incompletos
| Nome            | Partido | Mandato                                       | Nota            |
| --------------- | ------- | --------------------------------------------- | --------------- |
| Oliveira Júnior | PSC     | 1º de Janeiro de 2009 - 1º de Outubro de 2011 | mandato cassado |

## Legislatura Posterior
14ª
16ª